# Ermhof
Ermhof ist ein kleiner Weiler mit etwa 20 Einwohnern, der zum nördlich gelegenen Neukirchen bei Sulzbach-Rosenberg im oberpfälzischen Landkreis Amberg-Sulzbach in Bayern gehört. Der Ort ist ausschließlich landwirtschaftlich geprägt und besteht aus 3 bis 4 (ehemaligen) Bauernhöfen.

## Landschaftliches
Ermhof liegt im Bereich der mittleren Frankenalb inmitten von hügeligen Mischwäldern (Nadel- und Buchenmischwald) und Feldern. Die Gegend ist durch felsig-karstigen Untergrund gekennzeichnet. Das Grundgestein tritt teilweise offen zutage. Es existiert ein Klettersteig im Fels namens Buchenstein westlich vom Ort.
Die Landschaft lädt zum Wandern und Radfahren ein.

## Geschichte
Ermhof liegt an der historischen Staatsstraße Prag-Nürnberg. Der Weiler (früher auch Erbenhofen, Armhof, Ermbhof, Ehrenhof) wurde 1808 dem Landgerichtsbezirk Sulzbach zugeschlagen.
Kirchlich war Ermhof nach der von Ottheinrich befohlenen Einführung des Protestantismus eine Filiale der evangelischen Pfarrei Etzelwang. Ermhof gehörte mit dem Niedergericht zum Pflegamt und Benediktinerkloster Kastl im Landrichteramt Sulzbach (um 1790) gelegen. Ermhof gehörte 1818 zur Gemeinde Bachetsfeld im Landkreis Sulzbach-Rosenberg, die am 1. Juli 1976 nach Illschwang eingegliedert wurde. Teile der aufgelösten Gemeinde Bachetsfeld, darunter auch Ermhof, gelangten am 1. Juli 1976 zu Neukirchen bei Sulzbach-Rosenberg. 

### Kirche St. Martin
Die Ortsgründung dürfte nach archäologischen Untersuchungen durch den Mittelalterarchäologen Mathias Hensch in den Jahren 2006 bis 2008 in der zweiten Hälfte des 8. Jahrhunderts erfolgt sein. Schon der Ortsname (Erstnennung 1306 als „Erbenhoven“) spricht für eine Gründung des Orts vor ca. 900 n. Chr. Er wird gebildet mit dem frühmittelalterlichen Suffix -hofen und dem germanischen Personennamen Arbo als Bestimmungswort.
In Ermhof existierte bis 1979 die Kirche St. Martin, die nach den Ergebnissen der Ausgrabungen zu den ältesten Kirchengründungen der Oberpfalz zählt. Die Kirche wurde wohl während des späten 8./9. Jahrhunderts, vielleicht im Nachgang der Eichstätter Bistumsgründung nach 750 als Eigenkirche im Auftrag eines möglicherweise fränkischen Grundherren auf dem Haupthof einer frühmittelalterlichen Villikation errichtet. Die herrschaftsgeschichtliche Konstellation in der Siedlungskammer Lauterhofen-Sulzbach spricht für königlich-karolingisches Engagement auch in Ermhof. Der Ursprungsbau der Kirche war ein Holzpfostenbau, der wohl noch im 9. Jahrhundert von einer steinernen Saalkirche mit eingezogener Apsis abgelöst wurde. Wahrscheinlich im 11. Jahrhundert wurde die Apsis der ersten Steinkirche zugunsten eines Rechteckchores abgebrochen.
Die älteste urkundliche Erwähnung der Kirche stammt vom 11. November 1306 in Form eines "Schutzbriefes" über die Kapelle in "Erbenhofen", ausgestellt von den Schenken zu Reicheneck. Die dort beschriebene Kapelle war "eine solid gebaute Kapelle mit Turm und 2 Glocken, ... geweiht dem hl. Wendelin, dem Viehpatron".
Der Wallfahrtscharakter der Kirche wird untermauert durch einen Ablassbrief aus dem Jahre 1457, ausgefertigt auf pergamentartigem Papier von 65 × 40 cm mit wächsernem Siegel des Kardinals, der mindestens bis 1907 in Neukirchen noch im Original vorlag.
Weitere Bauphasen sind für das späte Mittelalter nachgewiesen. Im Außenbereich der Kirche konnte eine Reihe von früh- und hochmittelalterlichen Gräbern des späten 8./9. bis 12. Jahrhunderts archäologisch untersucht werden, darunter Baumsargbestattungen und das Grab einer an Händen und Füßen gefesselten Frau sowie zahlreiche Gräber mit Steinsetzungen auf der Grabsohle. Die Kirche verlor wohl bereits während des 12./13. Jahrhunderts nach Auflösung der frühmittelalterlichen Grundherrschaft zunehmend ihre Bedeutung an den Nachbarort Neukirchen, wofür auch dessen Name Anhaltspunkte gibt. Zwischen 1306 und 1816 war die Kirche St. Martin in Ermhof als Wallfahrtskirche regionales Zentrum des religiösen Lebens. Überreste der Kirche, die südlich des Hofes Nummer 2 am Ortsausgang in Richtung Pilgramshof stand und die 1979 – nach einer vorübergehenden Nutzung als Schuppen – abgerissen wurde, sind nur noch als Bodendenkmal vorhanden.
Im August 2008 wurde die spendenfinanzierte Ausgrabung abgeschlossen. Die Ergebnisse werden publiziert.
Am Standort der ehemaligen Kirche befindet sich heute die im September 2012 eingeweihte Historische Informations- und Dokumentationsstätte St. Martin in Ermhof, an der die Bauphasen der Kirche teilrekonstruiert wurden, sowie die mittelalterliche Geschichte von Landschaft, Herrschaft und Kirche didaktisch modern und wissenschaftlich fundiert aufbereitet ist. Die Informationsstätte ist frei zugänglich, die Besichtigung ist jederzeit möglich und kostenlos.

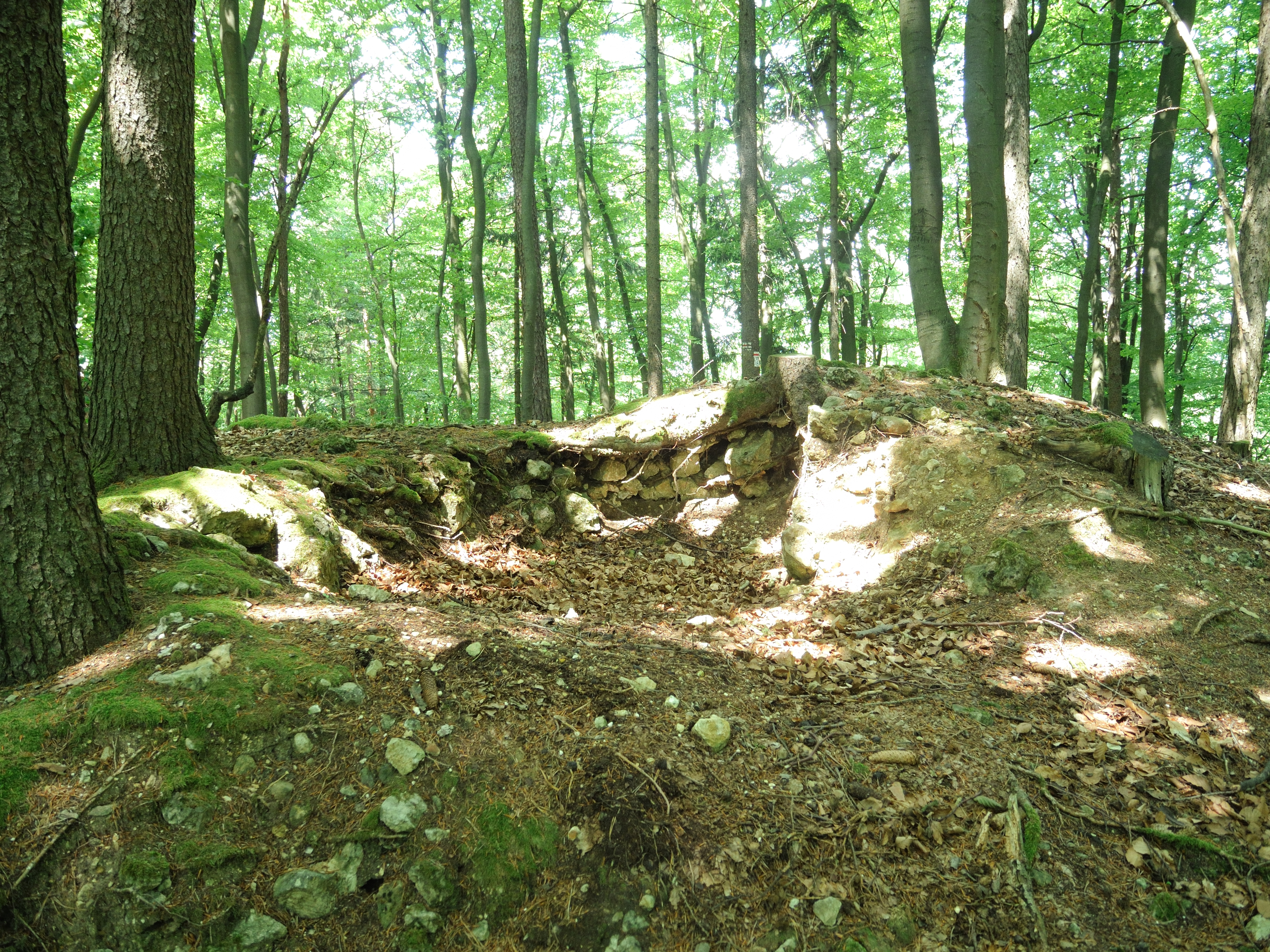
Letzte Reste von Mauerwerk am Burgstall Ermhof

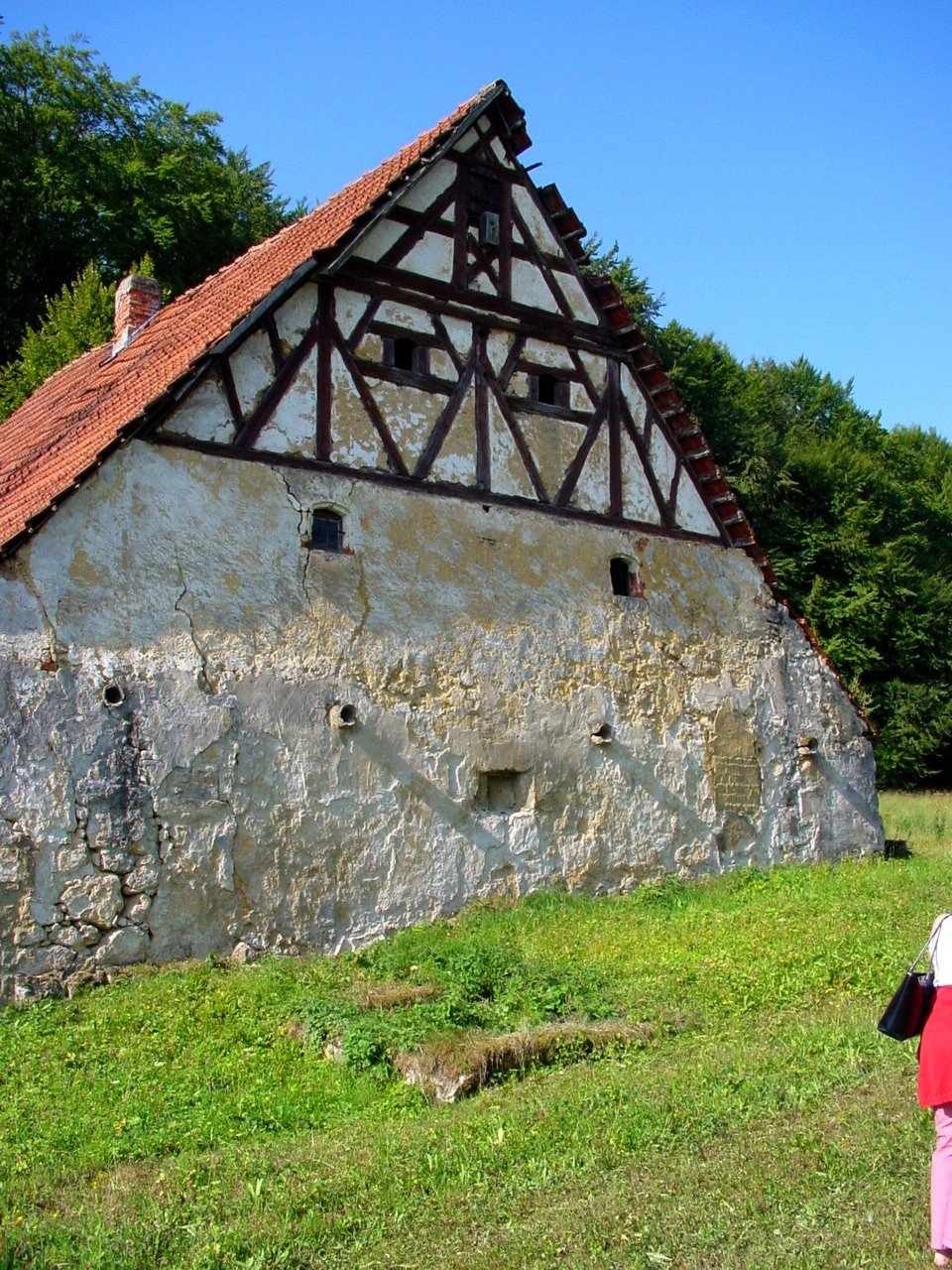
Fachwerk-Gasthaus (18. Jahrhundert) – Rückseite

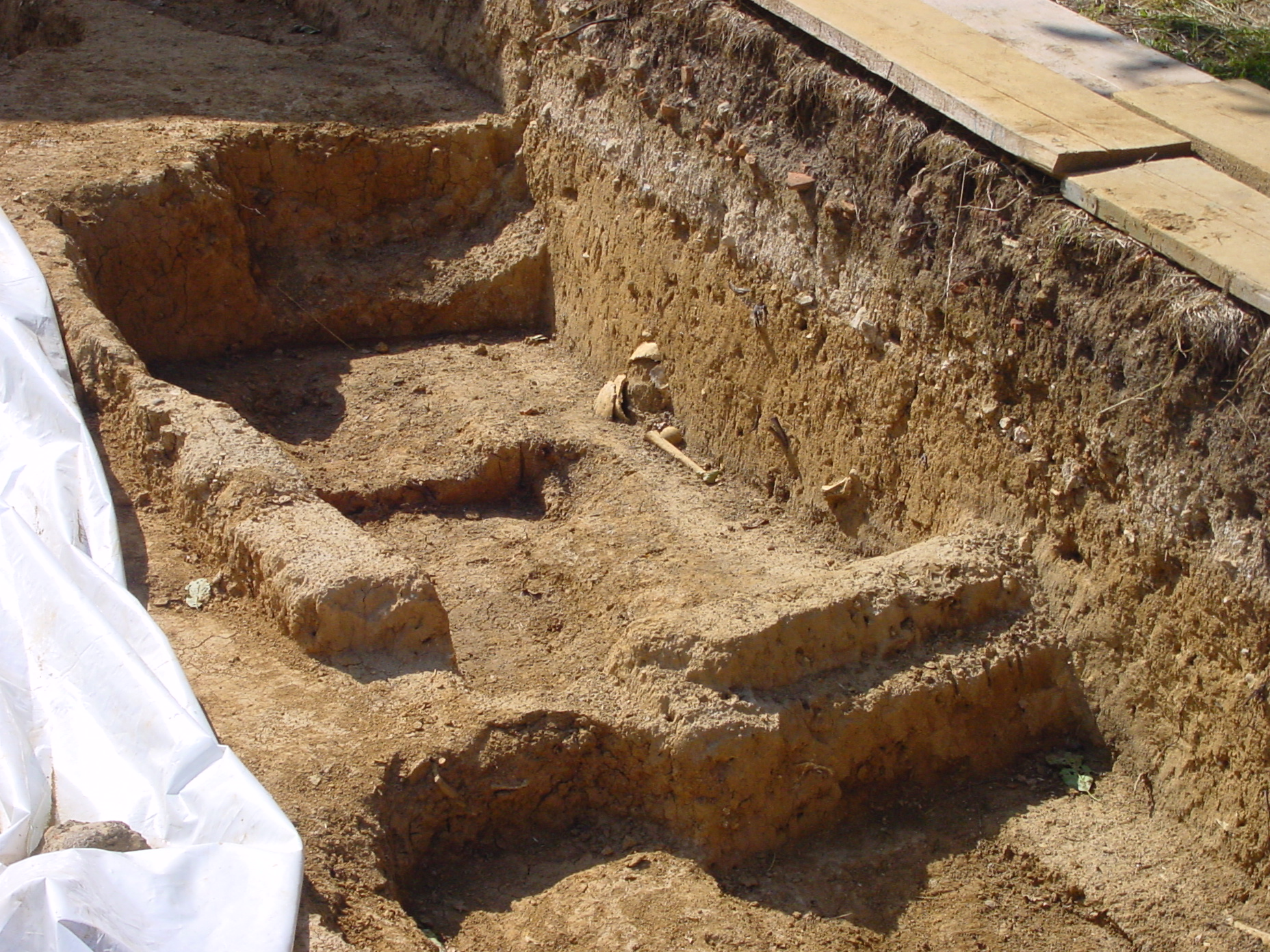
Ausgrabung 2007: Anschnitt des nördlichen Gräberhorizontes mit Knochen und Schädel

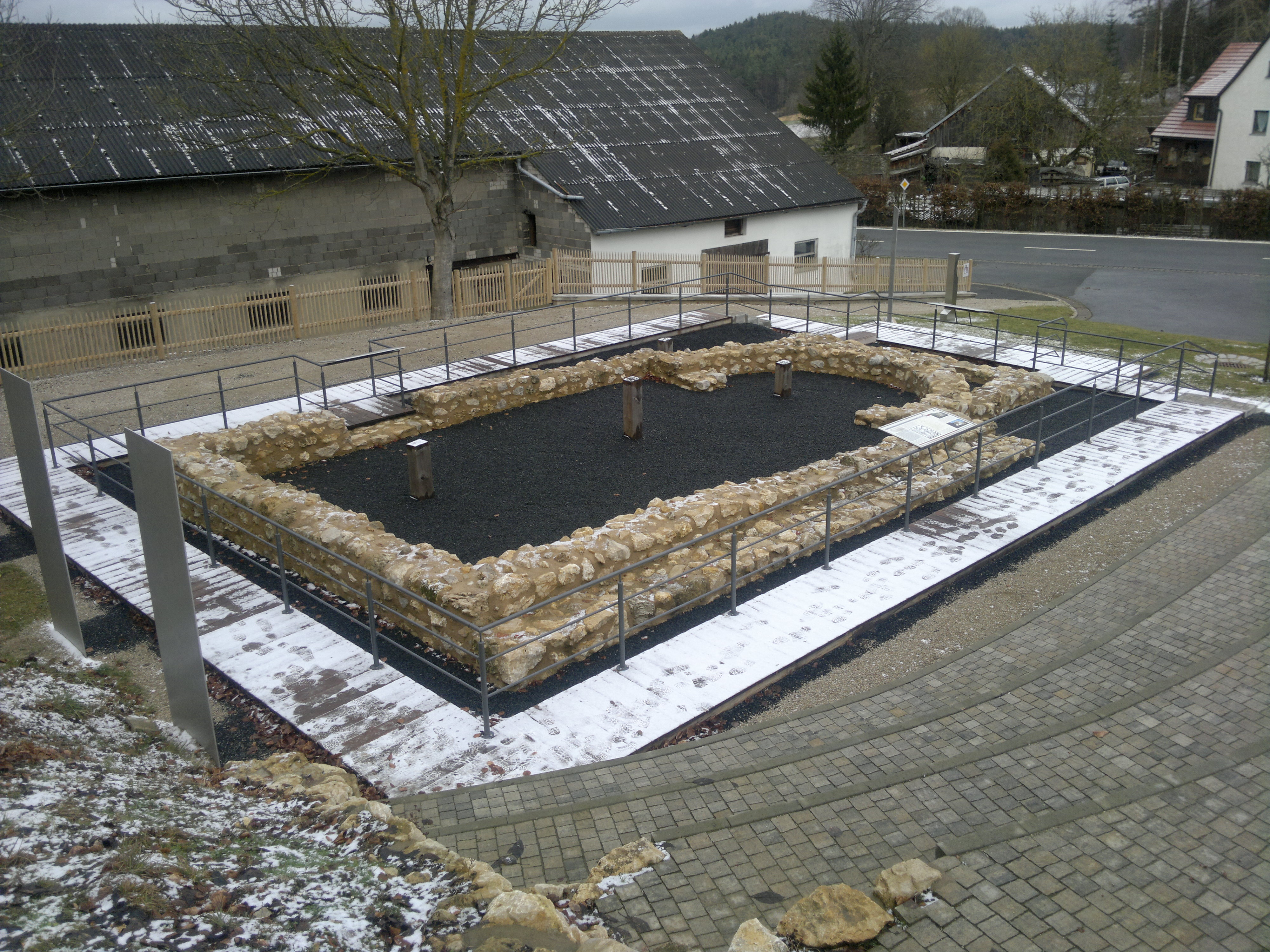
Rekonstruktion/Restauration des Bodendenkmals der Kirche St. Martin – Winter 2013

### Burgstall Ermhof
In unmittelbarer Nähe des Weilers befindet sich in westlicher Richtung auf der Ostseite des Buchenberges ein kleiner Burgstall. Erhalten hat sich von ihm nur ein Halsgraben, dem ein weiterer angefangener, aber nicht vollendeter Graben vorgelegt ist. Auf der Burgfläche ist neben einem Wall in einem Raubgrabungsloch noch Mauerwerk sichtbar. Die sehr kleine Burganlage bestand wohl nur aus einem (turmförmigen?) Gebäude.

### Sonstiges
Der Bahnhof im nahegelegenen Neukirchen war im frühen 20. Jahrhundert ein wichtiger Umschlagplatz für den Farbstoff Ocker, der von Farbgräbern in Tiefen von 3 bis 10 Metern rund um Ermhof abgebaut wurde. Die letzten überlieferten Grabungen fanden bis etwa 1920 durch die damals ortsansässige Familie Hammer statt. Der Ocker-Abbau im Bereich Ermhof wurde schließlich eingestellt. Auslösend war der Einsturz eines etwa 8 Meter tiefen Schachtes im Gebiet zwischen Ermhof und auf den Flatschen nach einem Wassereinbruch, bei dem die Werkzeuge im Schacht zurückgelassen werden mussten. Zur damaligen Zeit wurde mit einfachsten Mitteln ohne bergmännische Ausrüstung gegraben. Der zunehmende Abbau erforderte größere Grabungstiefen, die ohne größeren Aufwand nicht mehr risikolos erreicht werden konnten.

## Wirtschaft
Im Ort existierten noch bis 2009 zwei Bauernhöfe mit Vollerwerb. Ein weiterer (ehemaliger) Hof beherbergt eine private Fasanen- und Kleintier- sowie Ziegenaufzucht. Die eigentliche Landwirtschaft wurde dort schon vor längerem aufgegeben. Die umliegenden Wälder werden, veranlasst durch die Holzpreisentwicklung, seit Herbst 2006 vermehrt für Industrieholz herangezogen. Die frühere Nutzung als Brenn- und Bauholz für den Eigenbedarf befand sich seit 1995 auf dem Rückzug.